# Éljen a Magyar!
Eljen a Magyar ! (Vive la Hongrie ! en français) est une polka rapide de Johann Strauss II, op. 332). Elle est créée le 16 mars 1869 dans la Salle Redouten à Budapest.

## Histoire
Dès la fin de la saison du carnaval à Vienne, Johann et son frère Josef Strauss commencent à préparer leur saison de concerts commune à Pavlovski Possad (près de Moscou) entre le 9 mai et le 19 octobre. Mais avant le départ, il reste quelques engagements de concerts dont un voyage dans la ville hongroise de Pest sur le Danube. En plus de Johann et Josef, le troisième frère Eduard Strauss les accompagne. Le voyage coïncide avec l'inauguration de la Redouten-Saal nouvellement construite où les frères Strauss y organisent deux concerts les 16 et 17 mars. C'est au premier de ces concerts que Johann dirige sa polka rapide Éljen a Magyar! (Vive la Hongrie !), composée et dédiée à « la nation hongroise ». Depuis le début de sa carrière, la Hongrie et son peuple signifient quelque chose de plus pour Strauss. La chorale d'hommes de Budapest chante également au concert et la pièce est bissée plusieurs fois. À la fin de l'œuvre, figure la Marche Rákóczi qu'Hector Berlioz a précédemment utilisée dans sa Damnation de Faust, mais qui dérive à l'origine de la chanson patriotique Rákóczi-nóta.

## Durée
Sa durée d'exécution est d'environ 2 minutes et 50 secondes. Elle peut varier quelque peu selon l'interprétation musicale du chef d'orchestre. 

## Interprétations notables
La pièce est jouée lors du célèbre concert du nouvel an à Vienne : 
- en 1941, 1942, 1945, 1951 et 1954, sous la direction de Clemens Krauss ;
- en 1957, 1958, 1959, 1963, 1968 et 1978, sous la direction de Willi Boskovsky ;
- en 1983 et 1986, sous la direction de Lorin Maazel ;
- en 1989, sous la direction de Carlos Kleiber ;
- en 2000, sous la direction de Riccardo Muti ;
- en 2006, sous la direction de Mariss Jansons ;
- en 2009, sous la direction de Daniel Barenboim.

## Voir également